# Ministre d'État aux Réfugiés
 (octobre 2022).
Le ministre d'État aux Réfugiés est un cabinet ministériel britannique conjoint au ministère de l'Intérieur et au département de l'Égalité des chances, du Logement et des Communautés créé lors du remaniement ministériel de 2021.  À l'origine, il a été créé en tant que ministre de la Réinstallation des Afghans ..

## Responsabilités
Le ministre actuel a les responsabilités suivantes :
- Régime familial ukrainien
- Logements pour l'Ukraine
- Programme de réinstallation des citoyens afghans
- Politique de relocalisation et d'assistance en Afghanistan
- Hong Kong NE(O)

## Liste des ministres
| Ministre | Ministre                                     | Mandat            | Mandat           | Parti | Parti        | PM | PM                                               |
| -------- | -------------------------------------------- | ----------------- | ---------------- | ----- | ------------ | -- | ------------------------------------------------ |
|          | Victoria Atkins MP pour Louth and Horncastle | 18 septembre 2021 | 8 mars 2022      |       | Conservateur |    | Cameron I Cameron II May II Johnson I Johnson II |
|          | Richard Harrington                           | 8 mars 2022       | 4 septembre 2022 |       | Conservateur |    | Johnson II                                       |